# Cornelius, Oregon
Cornelius là một thành phố trong Quận Washington, Oregon, Hoa Kỳ. Dân số theo điều tra dân số năm 2000 là 9.652. Ước tính năm 2007 là 10.895 cư dân.

## Địa lý
Cornelius nằm ở vị trí 45°31′7″B 123°3′19″T / 45,51861°B 123,05528°TĐã đưa tham số không hợp lệ vào hàm {{#coordinates:}} (45.518717, -123.055308).1
Theo Cục điều tra dân số Hoa Kỳ, thành phố có tổng diện tích là 1.9 dặm vuông Anh (4,9 km²), tất cả đều là mặt đất.

## Lịch sử
Năm 1845, Benjamin Cornelius di cư cùng gia đình đến Oregon, cùng đi với ông có Joseph Meek.  Gia đình Cornelius định cư trong Đồng bằng Tualatin, gần nơi bây giờ là North Plains. Năm đó, Benjamin Q. Tucker và Solomon Emerick khai hoang đất và thiết lập nông trại trên vùng đất mà sau đó dần dần trở thành Cornelius. Vào lúc đó, khu vực này được gọi là Free Orchards; thật sự không có cộng đồng dân cư nào ngoài cái tên có ý ám chỉ đến vườn cây trên khu đất rộng 107 mẫu Anh.
Năm 1871, con trai của Benjamin Cornelius là Đại tá Thomas R. Cornelius được biết rằng Ben Holladay có kế hoạch mở rộng Đường xe lửa Oregon và California băng ngang qua Free Orchards.  Holladay được thành phố Forest Grove và Hillsboro cho biết rằng hai thành phố này sẽ không cho phép đường xe lửa đi qua mà không đóng tiền phí, vì thế Holladay dư định bỏ qua hai thành phố đó và xây dựng Free Orchards thành một thành phố để dần trở thành quận lỵ mới của Quận Washington.
Đường xe lửa mới tới được Orchards năm 1871, và Thomas Cornelius có dịp nhận được lợi ích từ đường xe lửa mới này. Ông bỏ nông trại và xây một ngôi nhà mới, một nhà kho và một tiệm tại Free Orchards. Nhà kho và tiệm nằm ngay cạnh đường xe lửa và vì thế trở nên nơi tự nhiên cho các nông gia trao đổi mua bán và dư trử hàng hóa của họ.
Năm 1893, Free Orchards được hợp nhất và được đặt tên lại là "Cornelius" để vinh danh người đã dành nhiều năm tháng giúp xây dựng cộng đồng. Mặc dù kế hoạch của Holladay biến Free Orchards thành quận lỵ không bao giờ thành sự thật nhưng Cornelius đã tồn tại đến ngày nay như một thị trấn nông nghiệp và ngày càng trở thành một vùng ngoại ô của thành phố Portland.

## Giao thông
- Phi trường Skyport